# Copernicia
Copernicia es el género de las denominadas como "palmeras abaníco" dentro de la familia Arecaceae. Tiene 21 especies de palmas, nativas de Suramérica y del Caribe.

## Hábitat
Se encuentran en las cercanías de los cursos fluviales en  hábitat de sabana.
Su hábitat natural se encuentra en Suramérica, en Haití y en Cuba. Las especies son a menudo endémicas, y localizadas en pequeños territorios. En  zonas de sabanas y bosques en galería. Algunas son muy exigentes en cuanto a la naturaleza del suelo (p.ej.: suelo que contenga silicatos).

## Descripción
Son árboles de pequeños a medianos ( de 5 a 30 metros), sus troncos son solitarios y alcanzan tamaños variables. La cumbre del tronco, bajo la corona a veces se cubre de una falda formada por las hojas desecadas. 
Sus hojas son con forma de abanico y numerosas hojitas. En algunas especies, las hojas están recubiertas de una fina capa de cera, conocida como cera carnauba. Los peciolos son de longitud variable, a veces ausentes. Se cubren de espinas en la base. 

## Usos

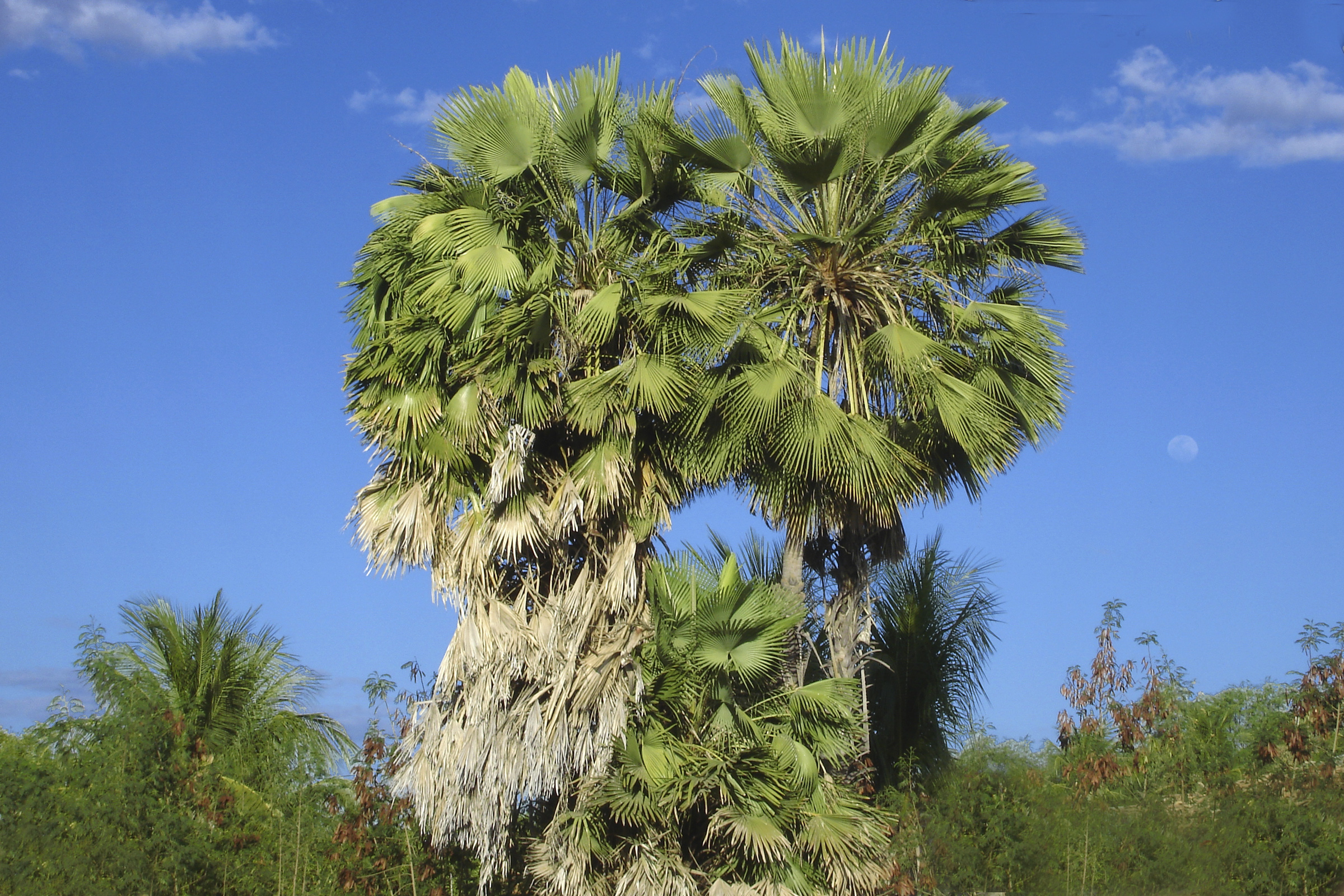
Copernicia prunifera también llamada palmera carnauba de la cual se recoge la cera que lleva su nombre

La palmera carnauba (Copernicia prunifera), es una planta nativa del Noreste de Brasil, produce una cera, llamada, "cera de carnauba", que se recoge sobre las hojas de los árboles. Esta cera da lugar a numerosas aplicaciones. Se utiliza en productos para pulir los coches, los zapatos, el suelo, y se mezcla a menudo con cera de abeja para distintas aplicaciones. Es también uno de los principales ingredientes de la cera utilizada por los surfistas, que se combina entonces con aceite de coco. 
Se utiliza también en la preparación de productos industriales culinarios. Se cubren los alimentos con esta cera para darles un aspecto brillante. Se la encuentra así en confiterías como los M&M' s y el Tic TAC, y en algunos chocolates. 
También se utiliza en la industria cosmética, en las cremas y barra de labios. Encuentra también aplicaciones en la industria farmacéutica, para cubrir algunos medicamentos.

## Taxonomía
El género fue descrito por Carl Friedrich Philipp von Martius y publicado en Genera Plantarum 253. 1837.
Etimología
Copernicia: nombre genérico que fue nombrado en honor del astrónomo polaco Nicolás Copérnico.

## Especies de Copernicia
Este género consta de 21 especies
| - Copernicia alba Morong (1893). - Copernicia baileyana Léon (1931). - Copernicia berteroana Becc. (1908). - Copernicia brittonorum Léon (1931). - Copernicia cowellii Britton & P.Wilson (1914). - Copernicia curbeloi Léon (1931). - Copernicia curtissii Becc., Webbia 2: 176 (1908). - Copernicia ekmanii Burret (1929). - Copernicia fallaensis Léon (1931). - Copernicia gigas Ekman ex Burret (1929). - Copernicia glabrescens H.Wendl. ex Becc. (1908). | - Copernicia hospita Mart. (1838). - Copernicia humicola Léon (1936). - Copernicia longiglossa Léon (1936). - Copernicia macroglossa H.Wendl. ex Becc. (1907). - Copernicia molineti Léon (1931). - Copernicia prunifera (Mill.) H.E.Moore (1963). - Copernicia rigida Britton & P.Wilson (1914). - Copernicia roigii Léon (1931). - Copernicia tectorum (Kunth) Mart. (1838). - Copernicia yarey Burret (1929). |